# Football Club de Saint-Médard-en-Jalles
Maillots
Dernière mise à jour : 19 octobre 2023.
Le Football Club de Saint-Médard-en-Jalles est un club français de football fondé en 1941 (en tant que section football du club omnisports ASSM) et situé à Saint-Médard-en-Jalles dans la banlieue nord-ouest de Bordeaux, en Gironde. Son équipe première masculine évolue actuellement en Régional 2 (D6) de la Ligue de Nouvelle-Aquitaine.

## Histoire
L'Association Sportive de Saint-Médard-en-Jalles, communément appelée ASSM, est fondée en 1905. Il s'agit alors d'un club de rugby qui deviendra omnisports en 1933.
Deux clubs de football existent alors : le "Racing-Club de Saint-Médard-en-Jalles" (depuis 1935) et le patronage "Les Écureuils sportifs de Saint-Médard-en-Jalles" (depuis 1938).
En 1940, la "charte des sports" entraîne la fusion des deux clubs dans le cadre du club omnisports déjà existant, l'ASSM. Ainsi naquit en 1941 la section football de l'Association Sportive de Saint Médard-en-Jalles.
En 1998, la section football se sépare du club omnisports ASSM et prend le nom de Football Club de Saint-Médard-en-Jalles (FCSMJ).

### Années 70-80
Depuis 1960, l'ASSM football est présidée par M. Robert Lagardère, un promoteur immobilier dont les affaires sont florissantes et qui n'hésite pas à dépenser des sommes importantes pour attirer de bons joueurs amateurs, d'anciens professionnels, voire d'anciens internationaux comme Roland Guillas.
C'est ainsi que l'ASSM football accède pour la première fois à la 3e division nationale en 1974 après avoir remporté le championnat 1973-74 de division d'Honneur de la Ligue du Sud-Ouest (qui deviendra plus tard la ligue d'Aquitaine).
Après deux saisons en 3e division, l'équipe redescend en Division d'Honneur mais elle remonte deux ans plus tard en remportant à nouveau le titre champion de Division d'Honneur de la Ligue du Sud-Ouest en 1977-78.
Après une nouvelle saison en 3e division (1978-79), l'équipe est reversée dans la toute nouvelle 4e division où elle ne reste qu'un an, retrouvant la 3e division à la fin de la saison 1979-80, ne devançant que lors de la dernière journée l'US Cazères, battue 5-4 à Mont-de-Marsan .
L'ASSM football reste alors quatre années consécutives en 3e division.
C'est alors la fin de la période glorieuse du football à Saint-Médard-en-Jalles, dont l'apogée fut probablement atteinte en janvier 1980 lors des 32e de finale de la coupe de France : l'ASSM opposera une valeureuse résistance à la grande équipe de l'AS Saint-Etienne emmenée par ses stars de l'époque (Platini, Rocheteau, Rep, etc.), qui s'imposeront finalement par 4 à 0.
Lors de l'été 1983, la plupart des joueurs de l'équipe première quittent le club qui entame alors une terrible série de descentes consécutives : en Quatrième Division à la fin de la saison 1983-84, en Division d'Honneur à la fin de la saison 1984-85, en Promotion d'Honneur à la fin de la saison 1985-86.
La décennie 70 reste à ce jour, et de loin, la plus fastueuse du club avec 4 titres : deux titres de champion de Division d'honneur en 1974 et 1978, et deux victoires en Coupe d'Aquitaine (appelée à l'époque Coupe du Sud-Ouest) en 1973 et 1976.

### Années 90 à nos jours
C'est après un long purgatoire de 6 saisons que l'ASSM football retrouvera la Division d'Honneur lors de la saison 1992-93. Depuis, hormis un passage éclair en CFA lors de la saison 2000-2001, l'ASSM football, devenu entre-temps le Football Club de Saint-Médard-en-Jalles, a effectué un bref passage en CFA2 et évolue par la suite principalement en Division d'Honneur, renommée en Régional 1 en 2016.

## Palmarès
- Coupe d'Aquitaine :
  - Vainqueur en 1973 et 1976
- Division d'Honneur :
  - Champion en 1974, 1978 et 1996
- CFA2 :
  - Premier du groupe F en 2000

## Entraîneurs
- juin 1970-juin 1982 :  René Desvignes
- juin 1982-juin 1983 :  Bernard Touret
- juin 1983-juin 1985 :  René Desvignes
- juin 1985-juin 1989 :  Jean-Louis Desvignes
- juin 1989-juin 1993 :  Jean-Jacques Gresser
- juin 1993-juin 1994 :  Philippe James
- juin 1994-juin 1998 :  Alain Bonnave
- juin 1998-juin 2002 :  Jean-Louis Petitbois
- juin 2002-novembre 2002 :  Bernard Salort
- novembre 2002-juin 2007 :  Laurent Croci
- juin 2003-juin 2005 :  Patrick Colleter
- juin 2005-juin 2021 : ?

## Joueurs célèbres
- Roland Guillas : 1973-1981
- Mohamed Henkouche : 1979-1980
- Jean-François Douis : 1979-1986
- Stéphane Lhomme : 1982-1984 et 1992-1997
- Serge Lugier : 1979-1984
- Paul Baysse : 1996-2000

## Beach soccer
À partir de 2013, le FC Saint-Médard-en-Jalles se qualifie pour le Championnat de France de beach soccer chaque année. Dès sa première participation, le FCSMJ se hisse sur le podium en remportant le match pour la troisième place. En 2014, dans un autre format de compétition, le club termine deuxième de sa poule et remporte aussi le match pour la médaille de bronze.
Lors de l'édition 2015, Saint-Médard remporte son groupe mais perd la finale contre le Grande Motte PBS. Il en est de même en 2016 pour une revanche perdue.
En 2017, le dernier match de la compétition pour le club est à nouveau contre le GMPBS mais pour la troisième place et Saint-Médard s'incline encore. Pour 2018, le FCSMJ échoue pour la deuxième édition consécutive à atteindre le podium en s'inclinant aux tirs au but pour le match pour la troisième place. La situation est identique en 2019.
- Championnat de France de beach soccer
  - Finaliste : 2015 et 2016
  - Troisième : 2013 et 2014
  - Quatrième : 2017, 2018 et 2019